# 水东哥
水东哥（学名：Saurauia tristyla），又稱水冬瓜，为猕猴桃科水东哥属下的一个种。果實可以食用。

## 扩展阅读
- 維基物種上的相關：水东哥